# Ziconotide
Lo ziconotide è un farmaco analgesico, derivato dalla omega-conotossina del gasteropode marino Conus magus.
È un peptide composto da 25 amminoacidi, che ha come caratteristica farmacodinamica principale la capacità di bloccare selettivamente i Canali del Calcio di Tipo N (Cav2.2). Tali canali sono tra i principali responsabili della modulazione del dolore a livello del midollo spinale; pertanto lo Ziconotide, iniettato nel canale vertebrale, possiede un'efficacia analgesica paragonabile o superiore a quella della Morfina.
Il principale vantaggio di questo farmaco è l'assenza di dipendenza, per cui la sua somministrazione può essere interrotta in qualsiasi momento, a differenza della somministrazione della Morfina e degli altri oppioidi. Il farmaco presenta una serie di effetti collaterali, specialmente di tipo neuropsichiatrico, che ne rendono controindicato l'uso in caso di preesistenti patologie psichiatriche (quali psicosi, etc.).
Lo ziconotide viene utilizzato esclusivamente nel dolore cronico, quando altre terapie antalgiche falliscono o non sono indicate; il suo limite principale è relativo alla via di somministrazione, che -  per via dei significativi effetti collaterali legati alle altre modalità - deve necessariamente essere intratecale (realizzato tramite pompe intratecali, ovvero cateteri fissi direttamente impiantati nel canale vertebrale, in modo tale che il principio attivo raggiunga direttamente il fluido cerebrospinale). Questo aspetto ne può limitare l'utilizzabilità principalmente ai contesti ospedalieri e di Hospice.
Approvato per l'uso analgesico dalla FDA statunitense nel dicembre 2004 e dalla Commissione europea nel febbraio 2005, è entrato in commercio in Italia nel luglio 2007.